# Pätsurahu
Pätsurahu ist eine unbewohnte Inselgruppe, 1,9 Kilometer von der größten estnischen Insel Saaremaa entfernt. Die Inselgruppe liegt in Kihelkonna im Kreis Saare. Sie besteht aus zwei namenlosen Inseln mit den Größen 0,321284 Hektar und 0,165 Hektar. Beide Inseln gehören zum Nationalpark Vilsandi.